# Xu Yuan
Xu Yuan (in cinese semplificato: 徐媛; 17 novembre 1985) è una calciatrice cinese, di ruolo attaccante.
È stata convocata dalla nazionale cinese per le olimpiadi di Pechino 2008.